# Erwin Reimer
Erwin Reimer, född 29 maj 1914, död 23 april 1997, var en chilensk friidrottare. Han deltog vid olympiska sommarspelen 1936.